# L'Oiseau bleu (film, 1940)
Pour les autres adaptations cinématographiques de L'Oiseau bleu, voir L'Oiseau bleu (film).
Pour plus de détails, voir Fiche technique et Distribution.
L'Oiseau bleu (titre original : The Blue Bird) est un film américain réalisé par Walter Lang, sorti en 1940.

## Synopsis
Les deux enfants d'un bûcheron sont dépêchés par la fée Berylune à la recherche de l'Oiseau Bleu qui apporte le bonheur. Mityl, fillette égoïste et capricieuse, part donc, accompagnée de son jeune frère Tyltyl. Leur quête les mène successivement au royaume du Passé, chez les « Luxueux », et jusque dans l'Avenir, sans résultat. Mais une surprise pour le moins magnifique les attend dans leur propre foyer.

## Fiche technique
- Titre : L'Oiseau bleu
- Titre original : The Blue Bird
- Réalisation : Walter Lang
- Scénario : Ernest Pascal d'après la pièce L'Oiseau bleu de Maurice Maeterlinck
- Dialogues : Walter Bullock
- Société de production et de distribution : 20th Century Fox
- Producteurs : Darryl F. Zanuck et Gene Markey (producteur associé)
- Musique : Alfred Newman, David Buttolph et David Raksin
- Photographie : Arthur C. Miller
- Direction artistique : Richard Day et Wiard Ihnen
- Décors : Thomas Little
- Costumes : Gwen Wakeling et Sam Benson
- Montage : Robert Bischoff
- Chorégraphe : Geneva Sawyer
- Pays d'origine :  États-Unis
- Format : Noir et Blanc/Couleur (Technicolor) - 35 mm - 1,37:1 - Son : Mono (Western Electric Mirrophonic Recording)
- Genre : Fantasy, fantastique
- Durée : 88 minutes
- Date de sortie :
  - États-Unis : 15 janvier 1940

## Distribution
Le film a été doublé en version française seulement en 1976.
- Shirley Temple (VF : Marie-Françoise Sillière) : Mityl
- Spring Byington : Maman Tyl
- Nigel Bruce (VF : Philippe Dumat) : M. Luxury
- Gale Sondergaard (VF : Maria Tamar) : Tylette, la chatte
- Eddie Collins (VF : Serge Lhorca) : Tylo, le chien
- Sybil Jason (VF : Jackie Berger) : Angela Berlingot
- Jessie Ralph (VF : Lita Recio) : Fée Berylune
- Helen Ericson (VF : Joëlle Fossier) : Clarté
- Johnny Russell : Tyltyl
- Laura Hope Crews (VF : Paule Emanuele) : Mme Luxury
- Russell Hicks (VF : Marc de Georgi) : Papa Tyl
- Cecilia Loftus (VF : Marie Francey) : Mamie Tyl
- Al Shean (VF : Claude Nicot) : Grandpa Tyl
- Leona Roberts (VF : Claude Chantal) : Mme Berlingot
- Gene Reynolds : le garçon studieux
- Stanley Andrews (VF : Claude Joseph) : Wilhelm
- Frank Dawson (VF : Jean Berger) : Scribe
- Tommy Baker (VF : Thierry Bourdon) : l'amoureux
- Claire Du Brey (VF : Anne Kerylen) : la bonne
- Sterling Holloway : Prune Sauvage
- Thurston Hall : Père Temps
- Edwin Maxwell (VF : Jean-Claude Michel) : le Chêne
- Ann E. Todd : Petite Sœur
- Keith Hitchcock (VF : Jean-Louis Maury) : le majordome du couple Luxury
- Herbert Evans : valet de pied
- Brandon Hurst : valet de pied
- Dickie Moore (non crédité) : un adolescent

## Mise en scène
Le film est conçu comme une réponse de la Fox au Magicien d'Oz de la MGM sorti l'année précédente. L'actrice principale, Shirley Temple, n'avait pas été retenue pour Le Magicien d'Oz. De même au niveau de l'utilisation de la couleur, des parallèles entre les deux films peuvent être faits, en particulier concernant l'utilisation de la technicolor : les scènes d'ouverture sont en noir et blanc (mais sans teinte sépia), bien que le générique d'ouverture soit en couleur. Mais contrairement au Magicien d'Oz, lorsque L'Oiseau bleu passe en couleur, il le reste jusqu'à la fin du film.